# Accossato
Accossato és una empresa italiana que es dedica actualment a la fabricació de peces per a motocicletes. Fundada per Giovanni Accossato (qui n'és encara el propietari), entre el 1969 i el 1985 l'empresa va fabricar motocicletes completes.

## Història

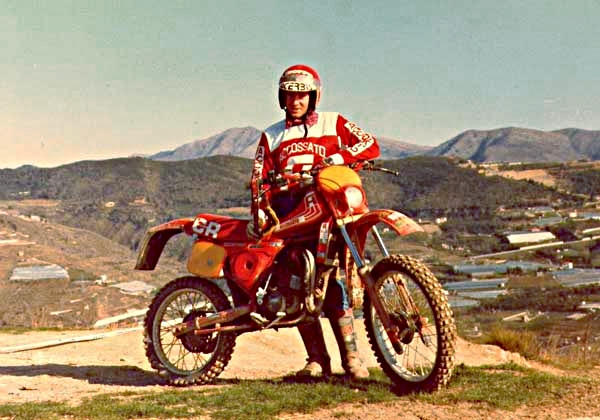
Una Accossato CR 80 d'enduro dels volts de 1983 (el pilot és probablement Stefano Passeri)

Accossato és actualment un grup format per diverses divisions de producció: Accossato Comandi, Accossato Telai, Accossato Radiatori, Accossato Forgiato in Alluminio i Accossato Accessori. El grup té dues fàbriques, totes dues situades a Villastellone (ciutat metropolitana de Torí). L'empresa original va néixer en una altra ciutat de la mateixa província, Carignano.
Les primeres motocicletes Accossato, destinades al fora d'asfalt, anaven equipades amb un basculant fet completament d'alumini.
En paral·lel a la producció de motocicletes completes, l'empresa va iniciar la producció de components per al sector de la motocicleta, activitat que segueix desenvolupant actualment. Aviat, Accossato va crear motocicletes de competició per a les cilindrades de 50, 80 i 125 cc. A la classe dels 80cc, Accossato va guanyar el Campionat d'Europa d'enduro de forma ininterrompuda entre el 1983 i el 1985 (Pierfranco Muraglia els dos primers anys i Stefano Passeri el darrer).
Després de guanyar el Campionat d'Europa de 1985, la companyia va decidir retirar-se de qualsevol tipus de competició, i fins i tot de la producció de motocicletes, per tal de centrar-se en la producció de components per a fabricants de motocicletes italians i estrangers. Entre els clients d'Accossato hi ha Piaggio, Aprilia, Triumph, Husqvarna, MV Agusta, BMW, Moto Guzzi i KTM.
Cada mes d'agost se celebra una reunió anual d'entusiastes de la marca a Heidelberg (Alemanya).